# ایکومی هاسگاوا
ایکومی هاسگاوا (انگلیسی: Ikumi Hasegawa؛ زادهٔ ۳۱ مه) بازیگر اهل ژاپن است. وی از سال ۲۰۱۶ میلادی تاکنون مشغول فعالیت بوده است.